# Hungermarschen
Hungermarschen är en svensk dokumentärfilm från 1982 i regi av Maj Wechselmann.
Filmen pendlar mellan att skildra arbetares vardag år 1917 och 1982 där den gemensamma nämnaren är att de i båda familjen har svårt att få ihop vardagen ekonomiskt.

### Fotnoter
1. 1 2  ”Hungermarschen”. Svensk Filmdatabas. http://sfi.se/sv/svensk-filmdatabas/Item/?itemid=5928&type=MOVIE&iv=Basic&ref=/templates/SwedishFilmSearchResult.aspx?id%3d1225%26epslanguage%3dsv%26searchword%3dhungermarschen%26type%3dMovieTitle%26match%3dBegin%26page%3d1%26prom%3dFalse. Läst 16 maj 2013.